# Thomas Schipperges
Thomas Schipperges (* 1959 in Bonn) ist ein deutscher Musikwissenschaftler und Hochschullehrer.

## Leben
Schipperges studierte Musikwissenschaft, Religionswissenschaft, Philosophie, Kunstgeschichte und Literaturwissenschaft in Bonn, Karlsruhe, Freiburg, Kiel und Heidelberg sowie anschließend Theologie und Religionswissenschaft in Heidelberg. Von 1983 bis 1993 war er hauptberuflich in Haushalt und Familie tätig. Im Jahr 1988 wurde er zum Dr. phil. promoviert; sein Doktorvater war Ludwig Finscher, dessen letzter Assistent Schipperges dann war. Zunächst arbeitete er als freiberuflicher Redakteur bei der Enzyklopädie Die Musik in Geschichte und Gegenwart, schrieb Musikkritiken für verschiedene Tageszeitungen und arbeitete im Lehrauftrag am Musikwissenschaftlichen Seminar der Ruprecht-Karls-Universität Heidelberg. Von 1993 bis 1999 war er dort Wissenschaftlicher Assistent, zuletzt von Silke Leopold. Er habilitierte sich 2000.
Nach Vertretungen an den Universitäten Jena und Kiel war er von 2003 bis 2010 Professor für Musikwissenschaft an der Hochschule für Musik und Theater „Felix Mendelssohn Bartholdy“ Leipzig. Einen Ruf an die Hochschule für Künste Bremen lehnte er ab. Von 2010 bis 2013 war er Professor für Historische Musikwissenschaft an der Hochschule für Musik und Darstellende Kunst Mannheim, seit 2013 hat er als Nachfolger von Manfred Hermann Schmid den Lehrstuhl für Musikwissenschaft an der Eberhard Karls Universität Tübingen inne. Er wirkt mit im Sonderforschungsbereich 1391 mit dem Thema der Bade- und Kurmusik in der Frühen Neuzeit.
Thomas Schipperges ist eines von vier Kindern von Ruth Schipperges, geborene Niessen, und Heinrich Schipperges.

## Bücher

### Als Autor
- Serenaden zwischen Beethoven und Reger, Frankfurt am Main 1989.
- Sergej Prokofjew, Reinbek bei Hamburg: Rowohlt, 1995; zweite verb. Aufl. 2005; (Übers. ins Englische und Chinesische), ISBN 3-499-50516-9
- Bibliotheca Offenbachiana. Jacques Offenbach. Eine chronologisch-systematische Bibliographie (unter Mitarbeit von Christoph Dohr und Kerstin Rüllke), Köln: Dohr, 1998, ISBN 3-925366-48-2
- Wider die Musik – Untersuchungen zur Entdeckung der Musikfeindschaft als Idee im sechzehnten bis achtzehnten Jahrhundert mit Rückblicken auf die Tradition der effectus musicae und Ausblicken zu ihrem Weiterwirken (unveröff. Habilitationsschrift), publ. Einleitung: Vom leeren Schein der Musik. Paradoxa der effectus musicae in Heinrich Cornelius Agrippa von Nettesheims „Declamatio“ De incertitudine et vanitate scientiarum et artium (1530) (Heinrich Schipperges zum fünfundachtzigsten Geburtstag), in: Zeitschrift für Religions- und Geistesgeschichte 55 (2003), S. 205–226.
- Die Akte Heinrich Besseler. Musikwissenschaft und Wissenschaftspolitik in Deutschland 1924 bis 1949, München: Strube, 2005, ISBN 3-89912-087-6
- Musik und Bibel. 111 Figuren und Themen, Motive und Erzählungen, zwei Bände, Kassel: Bärenreiter, 2009.

### Als Herausgeber und Mitverfasser
- (zus. mit Gunther Morche unter Mitarbeit von Kara Kusan-Windweh): Reinhold Hammerstein. Schriften, zwei Bde., Tutzing: Hans Schneider, 2000.
- (zus. mit Franzpeter Messmer, Verena Weidner und Günther Weiß): Carlos H. Veerhoff (Komponisten in Bayern 47). Tutzing: Hans Schneider, 2006.
- George Onslow. Beiträge zu seinem Werk, erster Teil (Hochschule für Musik und Theater „Felix Mendelssohn Bartholdy“ Leipzig. Schriften 1), Hildesheim: Olms, 2009.
- George Onslow. Beiträge zu seinem Werk, zweiter Teil (Hochschule für Musik und Theater „Felix Mendelssohn Bartholdy“ Leipzig. Schriften 6), Hildesheim: Olms, 2013
- (zus. mit Jürgen Arndt, Elias Betz und Martina Krause-Benz), Die Zukunft der Musik. Interdisziplinäre Prospektiven (Mannheimer Manieren – Musik + Musikforschung – Schriften der Staatlichen Hochschule für Musik und Darstellende Kunst Mannheim, 1), Hildesheim 2014.
- Lortzing und Leipzig. Bericht über die Internationale Tagung Leipzig 2009 (Hochschule für Musik und Theater „Felix Mendelssohn Bartholdy“ Leipzig. Schriften 9), Hildesheim: Olms, 2014.
- (zus. mit Jörg Rothkamm): Musikwissenschaft und Vergangenheitspolitik. Forschung und Lehre im frühen Nachkriegsdeutschland (Kontinuitäten und Brüche im Musikleben der Nachkriegszeit), München: text + kritik, 2015.
- (zus. mit Wolfgang Auhagen, Dörte Schmidt und Bernd Sponheuer: Musikwissenschaft – Nachkriegskultur – Vergangenheitspolitik. Interdisziplinäre wissenschaftliche Tagung der Gesellschaft für Musikforschung, Freitag, 20. und Samstag, 21. Januar 2012 (Mannheimer Manieren – Musik + Musikforschung – Schriften der Staatlichen Hochschule für Musik und Darstellende Kunst Mannheim, 4), Hildesheim 2017 (mit einer CD-ROM).
- (zus. mit Jörg Rothkamm und Martina Krause-Benz): Musik - Tanz - Mannheim. Symposium zum 250-jährigen Jubiläum der Gründung der Académie de Danse.( Mannheimer Manieren - Musik + Musikforschung - Schriften der Staatlichen Hochschule für Musik und Darstellende Kunst Mannheim, 7), Hildesheim: Olms, 2017.
- (zus. mit Stefan Schönknecht und Ute Schwab): Carl Reinecke (1824-1910) und das Leipziger Musikleben seiner Zeit (Hochschule für Musik und Theater „Felix Mendelssohn Bartholdy“ Leipzig. Schriften 13), Hildesheim: Olms, 2020.
- (zus. mit Jörg Büchler): Heinrich Besseler und Jacques Handschin. Briefe 1925 bis 1954. Kommentierte Ausgabe (Kontinuitäten und Brüche der Nachkriegszeit), München: edition text + kritik 2023.
- (zus. mit Christina Richter-Ibáñez): Bach bearbeitet. Bericht über die Tagung des 93. Internationalen Bachfestes der neuen Bachgesellschaft in Tübingen (Tübinger Beiträge zur Musikwissenschaft 35), Tübingen: Tuebingen University Press, 2023.
- Musikinstrumentensammlungen im Austausch. Klangkörper (Stiftung und Sammlung Dr. h. c. Karl Ventzke). Bericht über das Internationale Symposium 26. bis 28. Februar 2016, hg. von Inga Behrendt, Thomas Schipperges und Pia Schumacher sowie dem Museum der Universität Tübingen MUT unter der Leitung von Ernst Seidl, unter Mitarbeit von Jörg Büchler und Fabian Kurze, Tübingen 2023 (Schriften des Museums der Universität Tübingen MUT 24).
- (zus. mit Lorenz Adamer und Claudius Hille), Bade- und Kurmusik: Musicobalneologische Streiflichter, Berlin, Boston: De Gruyter, 2025. online
- Reinhold Hammerstein: Über die Nachahmung von Musikinstrumenten. Beobachtungen am Schubertlied. Ein nachgelassener Essay, hg. von Thomas Schipperges, Wien: Hollitzer-Verlag, 2025.